# HAPPY SWING LIMITED DVD "CUBE-BOX" GLAY HIGHCOMMUNICATIONS TOUR 2007-2008 at Shibuya C.C.Lemon Hall
『HAPPY SWING LIMITED DVD "CUBE-BOX" GLAY HIGHCOMMUNICATIONS TOUR 2007-2008 at Shibuya C.C.Lemon Hall』は、GLAYが2008年にファンクラブ会員限定でリリースしたライブDVD。

## 概要
ファンクラブ「HAPPY SWING」の会員のみ購入することができたDVD BOXである。各会員１人につき２セットを申し込みが可能であった。現在は受付を終了している。
BOXの内容は下記の通り。
- 2008年2月19日に渋谷のC.C.Lemonホールで行われたライブの映像と2007年～2008年に行われた「HIGHCOMMUNICATIONS TOUR」のドキュメント映像を収録したDVD1枚
- JIROがツアーのアンコール時に撮影したスナップ写真集
- ツアー会場で展示されていたメンバーメッセージの完全版
- オリジナル大判ストール

## 収録曲

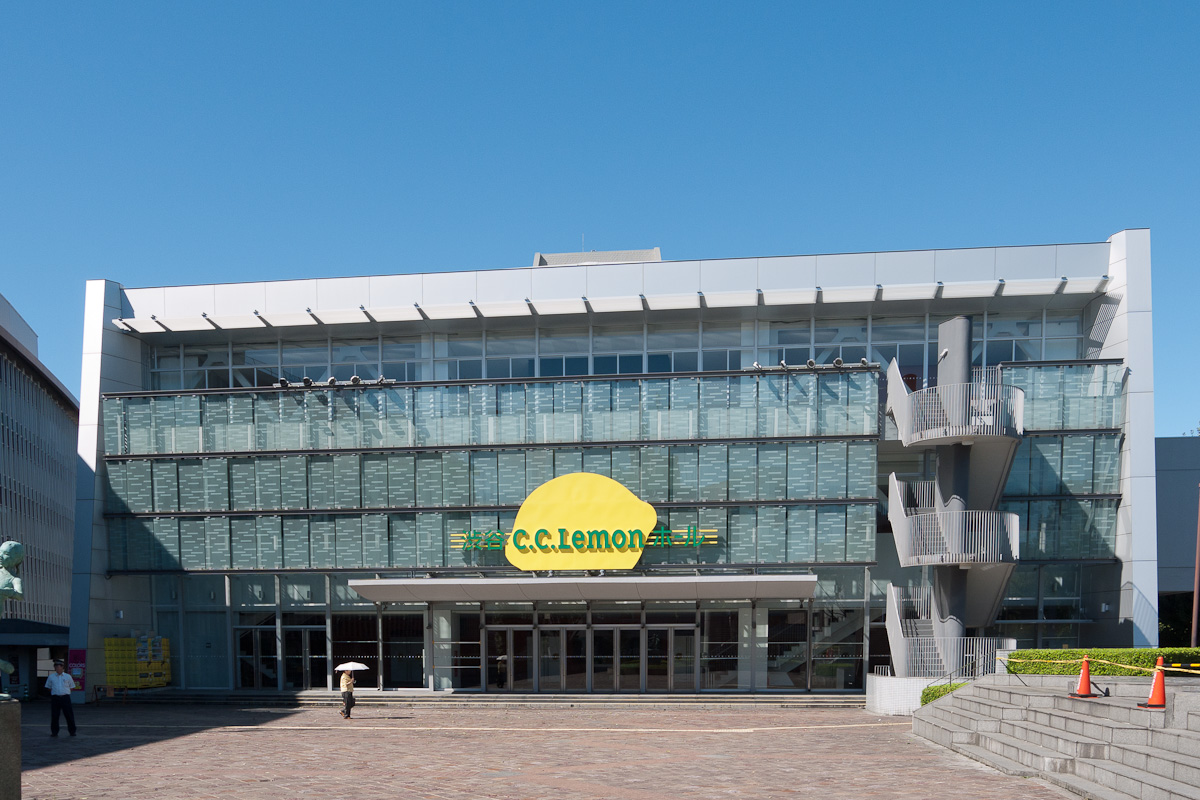
会場となった渋谷C.C.Lemonホール（渋谷公会堂）

- GLAY HIGHCOMMUNICATIONS TOUR 2007-2008 at Shibuya C.C.Lemon Hall

1. OPENING
2. ROSY
3. 棘
4. MERMAID
5. YOU MAY DREAM
6. Lovers change fighters, cool
7. coyote, colored darkness
8. SORRY LOVE
9. カーテンコール
10. 都忘れ
11. STARLESS NIGHT
12. AMERICAN INNOVATION
13. Lock on you
14. KISSIN' NOISE
15. Billionaire Champagne Miles Away
16. Runaway Runaway
17. HIGHCOMMUNICATIONS
18. ASHES -1969-
19. HAPPY SWING
20. Today's Menu
彼女の"Modern…"
ALL I WANT
21. ピーク果てしなく ソウル限りなく
22. BEAUTIFUL DREAMER

- DOCUMENT OF HIGHCOMMUNICATIONS